# سفرهای اکتشافی کریستف کلمب
سفرهای اکتشافی کریستف کلمب (انگلیسی: Voyages of Christopher Columbus) یک سلسله عملیات دریایی از «گروه اعزامی و اکتشافی» تحت رهبری کریستف کلمب بود که مُنجر به رویارویی و دست‌کم — به تعبیری در آن زمان — کشف قارهٔ آمریکا گردید. قارهٔ آمریکا تا پیش از آن در اروپا ناشناخته بود و کشف آن سرآغاز استعمار آمریکا گردید. برای مدت‌های مدید، چنین تصور می‌گردید که کلمب و خدمهٔ همراه وی نخستین اروپائیانی بوده‌اند که به قارهٔ آمریکای شمالی رسیدند. با همهٔ این احوال، آنها جزو نخستین‌ها نبودند. تا پیش از سفر کلمب، یک گروه از وایکینگ‌ها به رهبری لیف اریکسون در سدهٔ یازدهم میلادی به این قاره رسیده بودند. سفر کلمب سرآغاز اولین تماس مستقیم اروپا با آمریکا به حساب می‌آمد که به نوبهٔ خود، آغازگر فتح و استعمار این قاره نیز می‌گردید و برای چندین قرن به طول انجامید.
کلمب، ناوبر ایتالیایی بود که تحت حمایت فرمانروایان کاتولیک پادشاهی اسپانیا موسوم به تاج کاستیا به این مهم نائل گردید. وی در جستجوی یک مسیر دریایی، از طریق غرب به سمت هند، چین، ژاپن و به ویژه جزایر ملوک (جزایر ادویه) بود. عمدهٔ اهداف وی از این سفر «دسترسی به منابع ادویه و سایر محصولات و امتعه شرقی بود که تا آن زمان فقط از طریق مسیرهای سخت زمینی به دست می‌آمدند» اما حاصل این سفر دریایی، کشف یک بر جدید بین اروپا و آسیا بود. کلمب تا حدودی از مارکوپولو [جهانگرد ایتالیایی قرن سیزدهم] برای کشف آسیا الهام گرفته بود و اعتقاد اولیه او مبنی بر اینکه به هند رسیده است، باعث شده که نام «هند غربی» به باهاما و جزایر کارائیب متصل گردد. کلمب به‌طور کلی، جمعاً ۴ سفر را در میان سال‌های ۱۴۹۲ تا ۱۵۰۲ به این منطقه ترتیب داد که پیش‌زمینه‌ای را برای اکتشاف و استعمار اروپائیان در آمریکا فراهم نمود. ماحصل مجموع این سفرها پیدایش مبادله کلمبی بود.
در دوران سفرهای اریکسون و پس از وی کلمب، آمریکا، سکونتگاه سرخ‌پوستان آمریکایی بود که از نوادگان سرخ‌پوستان پالئو محسوب می‌گردیدند. این بومیان مهاجرانی بودند که با عبور از تنگه برینگ در ۲۰۰۰۰ سال پیش، وارد قارهٔ آمریکا گشته و در نقاط مختلف آن سکنی گزیدند. سفرهای کلمب در مجموع حاصل گستردگی دانش قاره‌ای در غرب اروپا و شرق آسیا بود. این جهش و پیشرفتِ به دست آمده در علم جغرافیا زمینه‌ساز کشف و استعمار بر جدید توسط اسپانیا و دیگر قدرت‌های استعماری و دریایی اروپا گردید که در برخی از متون، از این رویداد به عنوان سرآغاز دوران مدرن یاد می‌شود.
کلمب در سال ۱۵۰۶ میلادی درگذشت و سال بعد، بر جدیدی که وی کشف کرده بود به نام کنکیستادور آمریگو وسپوچی، «آمریکا» نام گرفت چرا که وی به واقع، متوجه شده بود که این سرزمین نه هند و به طبع آن آسیا، بلکه اساساً یک خشکی منحصربفرد است. اسپانیا، پرتغال و سایر مملکت‌های پادشاهی اروپا اقدام به ایجاد مستعمرات در سراسر این سرزمین‌های جدید نمودند. دینِ ساکنان بومی نیز به مسیحیت تغییر یافت و شبکه‌های گستردهٔ تجاری در سراسر آتلانتیک برقرار گردید. ایجاد این خطوط تجاری باعث معرفی گیاهان، حیوانات و محصولات غذایی هر دو قارهٔ اروپا و آمریکا گردید. با تمام این احوال، انگیزه‌ها برای یافتن مسیری به سمت غرب و به سوی آسیا ادامه داشت. در سال ۱۵۱۳، واسکو نونیس د بالبوا توانست با عبور از مرکز باریک کانال باناما تبدیل به اولین اروپایی گردد که اقیانوس آرام را مشاهده نمود. این جستجو نهایتاً در سال ۱۵۲۱ خاتمه یافت، درست همان هنگامی که ماژلان در سراسر اقیانوس آرام حرکت کرد و به جنوب آسیا رسید.

## پیش‌زمینه
بسیاری از اقوام اروپایی در دوران کلمب تصورشان بر این بود که یک اقیانوس واحد و یکپارچه، اروپا، آسیا و آفریقا را احاطه کرده است. با این همه، کاوشگران اسکاندیناوی مناطقی از آمریکای شمالی را — که از گرینلند شروع شده بود — مستعمره کرده بودند. اسکاندیناوی‌ها صدها سال در آمریکای شمالی حضور داشتند، اما تماس‌های میان مستعمره‌نشینان آمریکای شمالی و اروپاییان در اوایل قرن پانزدهم متوقف شد. اروپا تا اواسط قرن پانزدهم — تحت هژمونی امپراتوری مغول — از یک گذرگاه زمینیِ تجاری ایمن و متأثر از صلح مغولی به چین و هند برخوردار بود که منبع کالاهای ارزشمندی همچون ابریشم، ادویه و تریاک بود. با فتح قسطنطنیه به دست امپراتوری عثمانی در سال ۱۴۵۳ میلادی، جاده ابریشم تحت انقیاد امپراتوری‌های باروت قرار گرفت و عطف به این موضوع، رقابت و جستجوی گسترده‌ای میان کشورهای اروپایی به منظور یافتن مسیری دریایی [از طریق اقیانوس] شکل گرفت.
کشور پرتغال اصلی‌ترین قدرت اروپایی در آن مقطع محسوب می‌گردید که علاقمند به جستجوی مسیرهای تجاری برون‌مرزی بود. اساس این علاقمندی و شتاب در سرعت‌بخشیدن به آن، از آنجا بود که کشور موصوف [پرتغال] می‌دید که همسایه‌اش تاج کاستیا (اسپانیا)، سرگرم بازپس‌گیری اندلس از موروها است و بدیهی می‌نمود که برای شروع کاوش در اقیانوس اطلس، تمرکز مکفی را — دست‌کم تا بازپس‌گیری اندلس — نخواهد داشت. این دشواری برای اسپانیا تا اواخر قرن پانزدهم بدون تغییر باقی ماند؛ درست تا همان زمانی که اتحادیه دودمانی به واسطهٔ ازدواج ایزابل یکم و فرناندوی دوم، پادشاه آراگون (که به اتفاق، فرمانروایان کاتولیک اسپانیا لقب گرفتند) به سال ۱۴۶۹ و متعاقب آن حل و فصل مقولهٔ بازپس‌گیری اندلس در سال ۱۴۹۲ میلادی صورت پذیرفت. پیروزی اسپانیا که در تعاقب سقوط گرانادا حاصل شد، سرآغازی بود بر پایان تملک ۷۸۰ سالهٔ مسلمانان بر اندلس. تا پیش از وقوع چنین سلسله رویدادهایی، تسلط مورها (مسلمانان) بر گرانادا سبب می‌گردید تا کالاهای آفریقایی از مسیرهای مختلف به اسپانیا برسد. افزون بر اینها، امپراتوری نوپای اسپانیا، تصمیم گرفت که سفرهای اکتشافی کلمب را به امید یافتن مسیرهای تجاری جدید و با هدف دور زدن قفل محاصرهٔ پرتغال که به واسطهٔ پیمان آترنی رگیس — متمم عهدنامهٔ آلکاچوواس — و مهر و موم پاپ در سال ۱۴۸۱ میلادی شکل گرفته بود، حمایت نماید.

### طرح‌های بحرپیمایی (ناوبری)
در دهه ۱۴۸۰ و در پاسخ به نیاز برای یافتن یک مسیر جدید به سمت آسیا بود که کریستف به اتفاق برادرش بارتولومئو کلمب برنامه‌ای برای سفر به هند شرقی تدارک دیدند. در آن مقطع، تصور کلی بر این بود که هند، تقریباً تمام جنوب و شرق آسیا را شامل می‌شود و از طریق بحرپیمایی مستقیم به سمت غرب، در پهنه و عرض چیزی که تصور می‌شد «دریایی اقیانوسی و منفرد» می‌باشد، می‌توان سرانجام به شرق آسیا و به تعبیر دیگر، به هند رسید. تقریباً حوالی سال ۱۴۸۱ میلادی، پائولو دال پوزو توسکانِلی — منجم اهل فلورانس — نقشه‌ای را برای کلمب فرستاد که چنین مسیری را نشان می‌داد و فاقد هرگونه خشکی به استثنای جزیرهٔ افسانه‌ای آنتیلیا بود. چندی بعد و در سال ۱۴۸۴ میلادی، کلمب همچنین از مردمان ایه‌رو که ساکنان یکی از جزایر قناری موسوم به لا گومرا (که در آن زمان تحت تسخیر کاستیا) بودند شنید که محتمل است که مجموعه‌ای از جزایر در سمت غرب وجود داشته باشند.
به نظر می‌رسد تصور اشتباه رایج فرضیهٔ «زمین تخت» اروپائیان که کلمب را ناکام در به دست آوردن پشتیبانی لازم برای طرح‌هایش نشان می‌دهد را می‌توان به مبارزات پروتستان‌ها علیه کاتولیک‌ها در قرن هفدهم جُست که در آثاری همچون «شرح‌حال کلمب» مربوط به سال ۱۸۲۸ اثر واشینگتن اروینگ هم منعکس شد و محبوبیت یافت. اساساً — در آن مقطع — دانش زمین کروی بسیار گسترده و [تقریباً] عام بود، اما مشکل اصلی آنجا بود که ملوانان دوران کلمب، با تخمین فواصل [تا هند] از جانب وی مشکل داشتند. کُروی‌بودن زمین، فراتر از دوران کلمب و بلکه ریشه در نظریات کلی علوم یونانی باستان داشت که به دوران قرون وسطی هم تسری یافته بود و سنت بید نیز در اثر خود به نام «حساب زمان» هم به این موضوع اشاره می‌کند. بحرپیمایی در زمان کلمب، هم بر ستارگان و هم بر انحنای زمین متکی بود.

### فرضیات مبتنی بر زمین تخت و کُروی
کلمب در ابتدا موفق شد که پادشاه پرتغال موسوم به ژوا دوم را متقاعد نماید تا سرمایه‌گذاری لازم در جهت این سفر اکتشافی را فراهم نماید. کارشناسان پادشاه در نهایت پس از چند سال بررسی، در مجموع به این نتیجه رسیدند که فاصلهٔ زمانی سفر ۲٬۴۰۰ مایل (۳٬۹۰۰ کیلومتر) طبق نظر کلمب، به واقع کمتر از آن چیزی است که در واقعیت وجود دارد. در همان زمان، فرناندوی دوم، پادشاه آراگون و ملکهٔ جدید اسپانیا ایزابل یکم که به تازگی در جنگ علیه مسلمانان پیروز و شهر گرانادا را به تصرف درآورده بودند، به این موضوع امیدوار شدند که بتوانند عدم اجازهٔ مسافرت‌های به سمت شرق و اقیانوس هند را که توسط پاپ و پیمان تردسییاس علیه اسپانیا وضع شده بود، با سفر به غرب و رسیدن به آسیا ابطال نمایند.
ملکهٔ اسپانیا به جهت گسترش امپراتوری و کاتولیک به نام پادشاهی اسپانیا، و همین‌طور برای حصول اطمینان از موقعیت بازارهای تجاری بهتر، کمک هزینهٔ سالانه‌ای بالغ بر ۱۲۰۰۰ مراودیس و اعطای بخشی از زمین‌های تازه مفتوح شده را پیشنهاد داد. قراردادی که برای این سفر اکتشافی تنظیم گردید در قالب فرمانی توسط ملکه ایزابلا از کاستیل به کلمب چنین اجازه‌ای می‌داد که اگر وی بتواند به هر سرزمین اصلی یا جزیره‌ای برای تاج پادشاهی دست یابد، پاداش‌های بسیاری دریافت خواهد داشت. از دیدگاه قدرت و منصب، کلمب می‌توانست به درجهٔ دریاسالار اقیانوس مفتخر گردد و همزمان فرمانداری (نایب‌السلطنه) سرزمین‌های تازه اشغال شده را هم در اختیار داشته باشد. وی حق انتخاب ۳ معتمد برای رسیدگی به دفاتر امور در سرزمین‌های جدید را هم به دست آورد. در کنار همهٔ این موارد، ۱۰٪ از مجموع ماحصل درآمد از سرزمین‌های جدید نیز می‌توانست به وی اختصاص یابد.
واشینگتن اروینگ در نگارش شرح حال کلمب به تاریخ ۱۸۲۸ معتقد است که؛ «کلمب به دلیل عدم حمایتِ مُکفی عوام از طرح‌هایش مشکل داشت زیرا اروپایی‌ها در آن زمان بر این عقیده استوار بودند که زمین مسطح و تخت است.» این موضوع قابل کِتمان نبود که در حقیقت ناوبری و کشتیرانی‌های اولیه در دریاها، مُتکی به ستاره‌ها و انحنای زمین کروی بود و همین موضع باعث شیوع تأیید نظریهٔ دال بر کروی بودن آن می‌گشت. محاسبهٔ طول و عرض جغرافیایی با استفاده از دستگاه اسطرلاب انجام می‌گرفت که هم دانش‌پژوهان و هم دریانوردان آن زمان به اهمیت و درستی عملکرد آن واقف بودند. فرضیهٔ زمین کروی، «یک نظریه عام و پذیرفته شده در علوم دوران یونان باستان بود» و به همین مناسبت، دیدگاهی بود که به نوبهٔ خود تا قرون وسطی رواج بسیاری داشت. در حقیقت، اراتوستن، جغرافی‌دان و ستاره‌شناس دوران اسکندر مقدونی در قرن دوم پیش از میلاد، قطر زمین را با دقت مناسب اندازه‌گیری نموده بود. اکثر محققان در دوره‌های بعد، بر این اعتقاد بودند که ارزیابی بطلمیوس مبنی بر اینکه «زمین‌های این کرهٔ خاکی محدودهٔ وسیعی بالغ بر ۱۸۰ درجه از عرصهٔ زمین را اشغال نموده‌اند» صحیح و یک موضوع پذیرفته شده است که برای اروپاییانِ آن زمان شامل اوراسیا و آفریقا می‌گردیدند. این موضوع در تناقص با ادعای کلمب مبنی بر کوچکتر بودن زمین بود. تصور کلمب بر پایهٔ این موضوع که «آسیا تنها در چند هزار مایلی سمت غرب اروپا قرار دارد» یک اشتباه و حاکی از تجربهٔ ناکافی او در امر ناوبری دریایی بود.
کلمب، معتقد به محاسبات اشتباه و نادرست مارینوس صوری مبتنی بر تقسیم ۳۶۰ درجه جغرافیایی بین خشکی‌ها و دریاها بود؛ استدلال مارینوس صوری چنین بود که؛ «خشکی‌ها ۲۲۵ درجه جغرافیایی و آب‌ها ۱۳۵ درجه جغرافیایی را شامل می‌شوند.» افزون بر اینها، کلمب محاسبهٔ طول ۱ درجه توسط ابن کثیر فرغانی را دست‌کم گرفت و نوشته‌های این منجم عربی را طوری خواند که گویی از مایل ایتالیایی (حدود ۱۴۸۰ متر) استفاده کرده است، غافل از اینکه چنین نبود و ابن کثیر از مایل عربی (حدود ۱۸۳۰ متر) استفاده کرده بود و عطف به همین موضوع، طول ۱ درجه برابر با ۵۶⅔ مایل عربی (معادل ۶۶/۲ مایل دریایی) می‌گردید. کلمب اندازهٔ زمین را حدود ۷۵٪ از محاسبات اراتوستن و فاصلهٔ جزایر قناری تا ژاپن را ۲۴۰۰ مایل دریایی (حدود ۲۳٪ از رقم واقعی) تخمین زد.

### بادهای بسامان
یکی از کلیدی‌ترین موضوعاتی که کمک به مسافرت و رسیدن ناوگان کلمب به قارهٔ آمریکا نمود، آگاهی وی از بادهای بسامان بود. کلمب قصد داشت ابتدا به سمت جزایر قناری حرکت کند و سپس با استفاده از باد بسامان شمال شرقی، به سمت غرب بحرپیمایی کند. این بادها که از سمت شرق به سمت غرب وزش داشت، ناوگان کلمب مشتمل بر کشتی‌های سانتا ماریا، نینا و پینتا را در عرض ۵ هفته از جزایر قناری در غرب آفریقا به سمت غرب و مقصد سوق می‌داد. از آنجایی که در دوران کلمب محرک اصلی حرکت همهٔ کشتی‌ها در دریا بادبان بود، کلمب برای بازگشت به اسپانیا و به سمت شرق نیز در برابر این باد غالب، نیاز به یک راهکار بحرپیمایی دشوار به نام تغییر موضع بادبان داشت که می‌توانست علاوه بر عدم پیشرفت مناسب و قابل‌توجه، با کاهش یا اتمام آذوقه و آب آشامیدنی هم همراه باشد. افزون بر بحرپیمایی به شیوهٔ «تغییر موضع بادبان»، ناوگان کلمب بادهای منحنی شمال غربی اقیانوس اطلس شمالی تا عرض‌های جغرافیایی میانی این اقیانوس را هم دنبال کرد؛ عرض‌های جغرافیایی میانی اقیانوس اطلس، همان جایی بود که کلمب می‌توانست «بادهای غرب‌وزان» را بگیرد.
به نظر می‌رسد که راهکار بحرپیمایی برای سفر در اقیانوس اطلس، ابتکار ناوبران پرتغالی‌ باشد که از آن تحت عنوان چرخش دریایی (چرخش اقیانوسی) یاد می‌کردند. فارغ از این موضوع، دانش کلمب از الگوهای وزیدن باد در اقیانوس اطلس [در هنگام نخستین سفر] ناقص بود. کلمب در فصل توفند اقیانوس اطلس با کشتیرانی در خط سیری مستقیم به سمت غربِ جزایر قناری و با عبور از عرض‌های اسبی — به طور تصادفی — هم از چرخند حاره‌ای جان به در بُرد و هم از راکِد ماندن ناوگانش در اقیانوس به واسطهٔ مناطق کُندبادی، در امان ماند.  به‌طور خلاصه می‌توان گفت که کلمب برای حرکت از «بادهای بسامان» و برای برگشت از «بادهای غرب‌وزان» استفاده نمود.

## سفرهای چهارگانه

### نخستین سفر

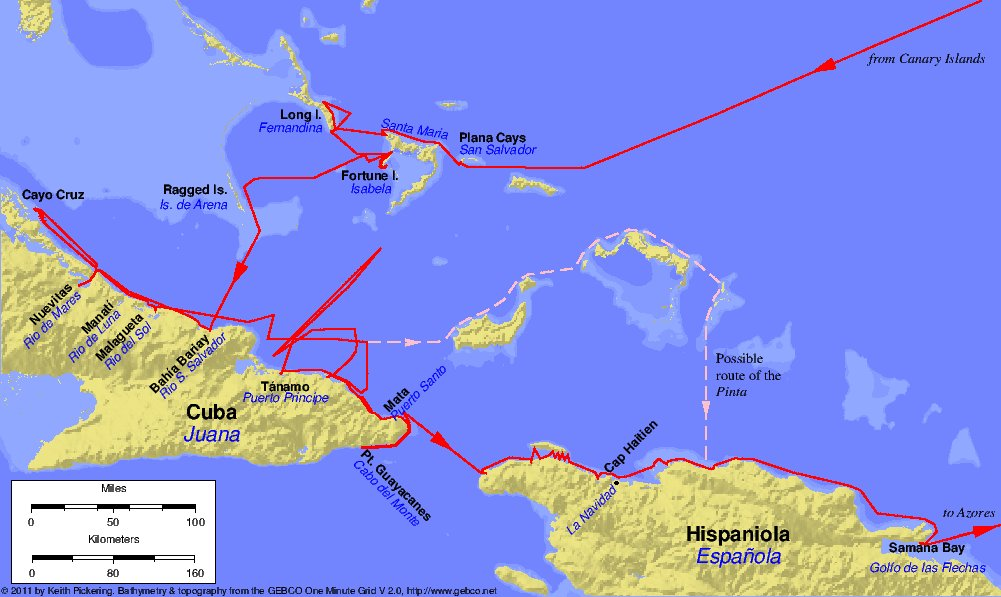
نقشهٔ مسیر نخستین سفر کلمب (بر اساس حدس)، نام مکان‌های امروزی به رنگ سیاه است و مکان‌های آبی، نام‌هایی است که کلمب در طول نخستین سفر بر این مناطق نهاد.

کلمب و همراهانش برای سفر به غرب به منظور یافتن کوتاه‌ترین مسیر ممکن به خاورزمین، سه کشتی با اندازهٔ متوسط را برگزیدند که بزرگ‌ترین آنها، یک کشتی از نوع کرک موسوم به سانتا ماریا بود. مالک و ناخدای این کشتی، خوان د لا کوزا تحت فرمان مستقیم کلمب قرار داشت. دو کشتی دیگر کاراول‌های کوچکتری بودند که نام یکی از آنها مشخص نیست هر چند، با نام مستعار پینتا شناخته می‌شود و کشتی دیگر، موسوم به سانتا کلارا با نام مستعار نینا (به معنی دختر) بود و این احتمال وجود دارد که نام نینا، برگرفته از نام خانوادگی صاحب کشتی، «خوان نینو موگر» بوده باشد. کشتی‌های پینتا و نینا توسط برادران پینزون (به ترتیب مارتین آلونسو و ویسنت یانیز) هدایت شدند. ناوگان کلمب در صبح روز سوم اوت ۱۴۹۲ از پالس دو لا فرونترا مرکز استان اوئلوا به راه افتاد و با گذر از رودخانهٔ ریو تیندو، وارد آب‌های اقیانوس اطلس شد.
در سومین روز سفر و در ششم اوت ۱۴۹۲، سکان کشتی پینتا شکست. «مارتین آلونسو پینزون» [ناخدای کشتی پینتا] به صاحبان کشتی از بابت ایجاد خرابکاری عمدی بدگمان بود، زیرا آنها از رفتن به این سفر می‌ترسیدند. خدمهٔ کشتی تا رسیدن به جزایر قناری، توانستند که سکان شکسته را با طناب حفظ کنند و سرانجام، در روز نهم اوت یه آنجا رسیدند. سکان شکستهٔ پینتا در جزیرهٔ گران کاناریا جایگزین و کشتی‌ها نیز — در دوم سپتامبر — در لا گومرا پهلو گرفتند. در این جزیره، بادبان‌های سه‌گوش و قدیمی کشتی نینا با بادبان چهار گوش استاندارد جایگزین شد و سرانجام، ناوگان کلمب ضمن تأمین تمهیدات نهایی در ششم سپتامبر، سان سباستیان د لا گمرا را برای سفری ۵ هفته‌ای به سمت غرب و در سراسر اقیانوس اطلس، ترک کرد.
بارتلمه د لاس کاساس با اشاره به شرحی از دفتر روزنگار کلمب اظهار می‌دارد که؛ «کلمب در سفرهای فرامرزی دو مجموعه مسافت را ثبت می‌کرد» یکی از آنها همان لیگ‌های معمولی بود و دیگری، لیگ دریایی پرتغال بود که توسط خدمه او استفاده می‌شد. تعبیر «بارتلمه د لاس کاساس» چنین بود که؛ «کلمب مسافت‌های پیمایش‌شدهٔ کوتاه‌تر را به خدمه‌اش گزارش می‌داد تا دلتنگ و نگران دوری بیش از حد از اسپانیا نباشند»، اما «الیور دان» و «جیمز کلی» معتقدند که؛ «چنین موضوعی، برداشت نادرستی بیش نبوده است.» در روز ۱۳ سپتامبر ۱۴۹۲، کلمب مشاهده کرد که عقربه قطب‌نما، دیگر به ستاره قطبی اشاره نمی‌کند؛ در حقیقت، [تا دیر زمانی] تصور عمومی بر این فرضیه استوار بود که کلمب، وردش مغناطیسی را کشف کرده است، اما بعدها مشخص گردید که چنین پدیده‌ای پیش‌تر هم در اروپا و همچنین در چین شناخته‌شده بود.

### نخستین پهلوگیری (رسیدن به خشکی)
در ۷ اکتبر سال ۱۴۹۲ میلادی و پس از ۲۹ روز حرکت از مبدأ و بحرپیمایی در دریا، خدمه ناوگان کلمب دسته‌های فراوانی از پرندگان را مشاهده کردند و افزون بر آن، برخی از آنها را هم توانستند گرفتار نمایند و ضمن بررسی، متصور شدند که احتمالاً گونه‌ای گیلانشاه اسکیمو یا سلیم طلایی آمریکایی باشند. کلمب تصمیم گرفت تا خط سیر ناوگان را تغییر داده و به تعقیب خط سیر پرندگان بپردازد. در ۱۰ اکتبر، کلمب با شورش آن دسته از ملوانانی مواجه شد که در صدد رها کردن جستجو [برای یافتن آسیای مفروض] و بازگشت به وطن [اسپانیا] بودند و توانست که این غائله را فرو بنشاند. در روز بعد، آثار متعددی همچون شاخه‌های درخت به چشم خدمه رسید که بر روی آب شناور بودند و این موضوع باعث شد تا یقین نمایند که به زودی قدم بر خشکی خواهند نهاد. کلمب مسیر ناوگان را به سمت غرب تغییر داد و در طول شب حرکت کرد و بسیاری از ملوانان، مترصد مشاهدهٔ خشکی بودند. در حدود ساعت ۱۰ شامگاه ۱۱ اکتبر، کلمب تصور کرد که «نوری» را دیده است؛ «چیزی شبیه به شعلهٔ شمع که روشن و سپس خاموش گردد». در حدود ۴ ساعت بعد، خشکی توسط ملوانی موسوم به رودریگو دو تریانا که بر روی عرشهٔ کشتی پینتا حضور داشت مشاهده شد. ملوان موصوف بلافاصله فریاد زد «زمین.. زمین». مارتین آلونسو پینزون — ناخدای کشتی پینتا — گفتهٔ دو تریانا را بررسی کرد و پس از اینکه محقق شد که زمین پدیدار گردیده، دستور داد تا با شلیک تیر توپ به کلمب خبر بدهند.

## سفر دوم
(۱۴۹۳–۱۴۹۶)
در ۲۴ سپتامبر ۱۴۹۳، کلمب با ناوگانی از هفده کشتی مجهز با همراهی یک گروه ۱۲۰۰ نفری جهت استعمار و سرکوب بومیان، عازم آمریکا شد. او این بار نسبت به سفر اول مسیر جنوبی‌تری را برگزید و پس از ۲۶ روز به جزیرهٔ بزرگ دومینیکا (آمریکای مرکزی) رسید سپس راه شمال را در پیش گرفت و به ترتیب جزایر آنتیل کوچک - شامل گوادلوپ، مونتسرات، آنتیگوا و نویس (Navis)- و جزایر ویرجین و پورتوریکو را کشف و همه را جزئی از قلمرو اسپانیا اعلام کرد؛ سپس به هیسپانیولا رفت و به جستجوی یاران پیشین برآمد اما مهاجرنشین را خالی از سکنه یافت؛ اروپایی‌های ساکن جزیره، همه در جنگ با بومیان کشته شده بودند. وی در مدت اقامت کوتاهش یک قلعهٔ کوچک در داخل و یک شهرک در کرانه‌های شمالی جزیره بنا نهاد.
کلمب در ادامهٔ مأموریت اکتشافی، بیشتر کرانه‌های جنوبی کوبا را از شرق تا غرب پیمود اما پیش از رسیدن به انتهای آن به این پندار که به جای جزیره با شبه‌جزیره‌ای روبروست، تغییر مسیر داد و جامائیکا را کشف کرد.
کلمب پس از سپردن امور به دست برادرانش در ۱۰ مارس ۱۴۹۶ هیسپانیولا را به مقصد اروپا ترک کرد. سفر دوم او هم به پایان رسید.

## سفر سوم و بازداشت
در سال ۱۴۹۸ کلمب برای سومین بار به آمریکا رفت. او در این سفر پیش از رسیدن به هیسپانیولا جزیرهٔ ترینیداد را کشف کرد(۳۱ ژانویه) و بخش‌هایی از ریزشگاه رودخانهٔ اورینوکو در خاک اصلی آمریکای جنوبی را پویید (اول اوت).
اوضاع در مهاجرنشین اسپانیایی ناآرام بود. مهاجرانی که وعده‌های کلمب را شنیده و به طمع ثروت‌های بی‌پایان دنیای نو راهی آمریکا شده بودند، اینک ناخشنود از وضعیت خود، برکناری وی را می‌خواستند. کلمب که درگیر سرکوب بومیان بود برای مقابله با این فتنهٔ جدید از خود شدت عمل نشان داد و چند تن از افرادش را به جرم نافرمانی اعدام کرد. شماری از ناراضیان پس از بازگشت به میهن، از کلمب به دربار اسپانیا شکایت بردند و او را به سوءمدیریت و بی‌کفایتی متهم کردند. شاه و ملکه یک بازرس سلطنتی به نام فرانسیسکو دبوبادیلا را مأمور رسیدگی به این شکایات کردند. او نیز پس از ورود به آمریکا (۱۵۰۰ میلادی) بی‌درنگ کلمب و برادرانش را از مناصبشان برکنار کرده و همه را تحت‌الحفظ به اسپانیا فرستاد. هرچند کلمب پس از مدت کوتاهی آزادیش را به دست آورد ولی مقام فرمانداری دیگر به او داده نشد.

## سفر چهارم
در ۹ مه ۱۵۰۲ کلمب برای چهارمین و آخرین بار به آمریکا رفت با این هدف جسورانه که برای نخستین بار کرهٔ زمین را دور بزند. او و پسر کوچک‌ترش فردیناند برای یافتن راه عبوری به سوی غرب سراسر کرانه‌های آمریکای مرکزی را از بلیز تا پاناما جستجو کردند ولی حادثهٔ تصادف با یک کشتی بازرگانی بومی آنان را از ادامهٔ سفر بازداشت. تا رسیدن نیروی کمکی از هیسپانیولا، کلمب به ناچار یک سال را در جامائیکا به سر برد و سرانجام در ۷ نوامبر ۱۵۰۴ میلادی توانست به اسپانیا بازگردد.
در سال‌های آخر عمر کلمب طبق توافقات اولیه با دربار خواستار دریافت ده درصد کل سودهای بدست‌آمده از سرزمین‌های جدید شد ولی دولت به این بهانه که وی دیگر به عنوان فرماندار انجام وظیفه نمی‌کند، قراردادهای پیشین را معتبر ندانست و درخواست‌هایش را رد کرد. کریستف کلمب در ۲۰ مه ۱۵۰۶ در اسپانیا درگذشت. آرامگاه او در کلیسای جامع سویل یا به روایتی در کلیسای جامع سانتا دومینگو است.

## واژگان
1. ↑  Catholic Monarchs of Spain
2. ↑  Crown of Castile
3. ↑  Ethnic groups in Europe
4. ↑  Norse colonization of North America
5. ↑  Mongol Empire
6. ↑  Pax Mongolica
7. ↑  Fall of Constantinople
8. ↑  Ottoman Empire
9. ↑  Silk Road
10. ↑  Gunpowder empires
11. ↑  Reconquista
12. ↑  Moro
13. ↑  Dynastic union
14. ↑  Aeterni regis
15. ↑  Treaty of Alcáçovas
16. ↑  Papal bull